# Convento e Igreja Santa Maria dos Anjos
O Convento e Igreja Santa Maria dos Anjos é um conjunto arquitetônico católico localizado no município brasileiro de Penedo, em Alagoas.
Penedo é uma das principais cidades históricas do Brasil, fundada no século XVI às margens do rio São Francisco por Duarte Coelho, primeiro Capitão-donatário da Capitania de Pernambuco.

## História
A Igreja Santa Maria dos Anjos é uma das mais mais visitadas, de estilo barroco, altar-mor pintado com ouro em pó misturado com clara de ovo e óleo de baleia, museu com móveis antigos, faz parte da história da ordem franciscana. Sua construção juntamente com o Convento de São Francisco iniciou-se em 17 de setembro de 1660 e durou 99 anos para ser concluída, a pintura no teto é de Libório Lázaro Lial Alves. Em qualquer ponto da igreja, quando se olha para a pintura os olhares de Maria e dos anjos acompanham. A igreja é um exemplo do estilo barroco e está integrada com o convento e o Museu de São Francisco. Possui um amplo pátio por onde abre caminho às salas que estão peças sacras antigas e outros objetos interessantes e curiosos, por exemplo, o ferro de fazer hóstia, além da imagem de São Francisco tocando violino.
A igreja também é conhecida por ter restos mortais de padres nas paredes
Em janeiro de 1884 foi realizado a primeira procissão do Senhor dos Navegantes, cuja imagem carregada na procissão foi o Cristo Crucificado da Ordem Terceira de São Francisco do Convento de Santa Maria dos Anjos..